# 邊 (幾何)
| 图为三角形的三边AB、BC和CA，位于三角形的每两个顶点之间           | 图为一个正方形，它有4条边                                                  |
| 图为一个立方体，它是多面体的一种，每个边都与多面体中的两个面相接 | 图为一个超立方体，它是四維凸正多胞体的一种，每个边都与多面体中的三个面相接 |

在幾何學中，邊或稜是指幾何形狀中連接頂點的幾何結構。在一般常見的幾何圖形如多邊形、多面體和多胞體中，邊是連接兩個頂點的線段，而邊長指這線段的長度。而在一些較複雜的空間中的幾何結構中，邊有可能連接2個以上的頂點，例如複數空間中的複多胞形。在多邊形中，邊是位於多邊形邊界上的線段，又可以稱為邊緣。而在多面體或更高維度的多胞形中，邊是面相交的線段。而穿過幾何結構內部的線段不能稱為邊，其稱為對角線。

## 種類
邊依照所屬的幾何結構會有不同的特性。

### 角的邊

一個角，其中藍色和紅色線段為角的邊，在圖中的角中，藍色的邊稱為始邊，紅色的邊稱為終邊。

角是由两条有公共端点的射线组成的几何对象。这两条射线叫做角的边。在有向角中，角的兩條邊皆有不同的稱呼。通常稱有向角起始的邊為始邊、另一條邊則稱為終邊，而始邊與終邊相同的角稱為同界角。

### 多邊形的邊
在多邊形中，邊是位於多邊形邊界上的線段，又可以稱為邊緣。一般情況下，多邊形的邊數會與頂點數相等。在一些特殊的多邊形中，特定的編會被依照其特性命名，例如在梯形中，一組平形的邊通常稱為底邊，求面積時三角形的與高垂直的邊也稱為底邊，其餘兩邊則稱側邊。

### 多面體的邊

立方體中的一條邊。

在多面體中，邊是多面體中兩個面互相相交的線段，通常稱為稜，表示物體兩面相接的部分。而其所對應的二面角，即物體邊緣的接角又稱為稜角或稜子。邊通常不包括其角本身，而稜則會包括其接角，然而這些詞彙在英語中皆稱為Edge，而稜圖（Edge figure）探討的則為稜角的特性，而非只探討邊本身。。一般情況下，多面體的邊數可透過歐拉特徵數計算得出。任何凸多面體表面的歐拉特徵皆符合下列等式：
{\displaystyle V-E+F=2,}
其中V是頂點數、E是邊數、F是面數。這個等式稱為歐拉恆等式，由此可知，邊的數量恆比頂點和面的數量的總和小2。例如，立方體有8個頂點和6個面，因此根據歐拉恆等式可以得到有立方體有12條邊。

### 多胞形的邊
多胞形是指多邊形、多面體、多胞體等幾何結構再任意維度的類比，因此多邊形也是一種多胞形。在多邊形中，兩條邊會交會在一個點上，更精確地說在維度為d維的d維凸多胞形中，會有至少d條邊交會在1個頂點上，例如前述的多邊形是一種二維多胞形，因此每個頂點至少都是2條邊的交會點，這個現象稱為巴林斯基定理，類似地，在多面體中，每條邊都至少是2個二維面的交線，而在四維或更高維多胞體中會有三個或更多個二維面在每個邊上相交。

### 複空間多胞形的邊

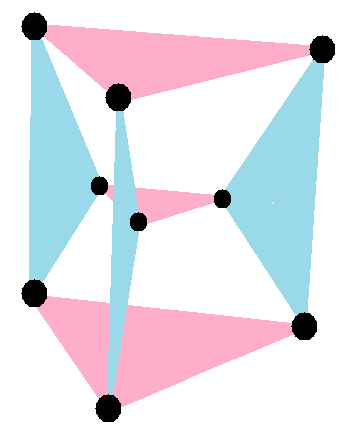
一種由6個三元邊組成的複多邊形，其塗上藍色與紅色的部分為這個複多邊形的邊，其在施萊夫利符號中可以用_{3}{4}_{2}表示。

在實數空間中，邊可以視為一種在實數線{\displaystyle \mathbb {R} ^{1}}上的封閉圖形，其可以由兩個端點來定義。類似地，複空間的邊可以也可以視為在以{\displaystyle \mathbb {C} ^{1}}構成的「線」中的點集，其可以視為位於阿干特图(x,y)=x+iy中的點集。而複空間的邊可以視為連接位於同一個阿干特平面上多個頂點的多邊形，這個多邊形其不存在邊，而是這個邊連結了這些頂點。這種結構稱為複空間線段。與實空間線段不同，由於複數不存在自然序，因此不能定義內部，換句話說即無法定義複空間的邊上的點。
這種由3個或三個以上的頂點組成，且並未定義哪幾個頂點要兩兩相連，只定義了一個表示需要相連之頂點的集合所組成的邊，在圖論中有對應的概念，為超邊。
由n個頂點組成的邊稱為n元邊或n元稜。

#### 三元邊
三元邊又稱三元稜是一種位於複數空間中的邊，其可以視為實數空間中的線段在複數空間的類比。這種結構無法存於實空間，在實空間中，三元棱對應的幾何結構為三角形。這種幾何結構在施萊夫利符號中可以用3{}來表示。
這種特殊的邊出現於莫比烏斯－坎特八邊形中。

### 圖論中的邊
在圖論中，邊是連接兩個圖節點的抽象數學物件，而非如同多邊形一般擁有具體的線段也不存在邊長。然而，任何多面體都可以透過其骨架或邊的骨架找到一個對應的邊與頂點的圖，在該圖中的頂點可以對應到多面體的幾何頂點，該圖中的邊也可以對應到多面體的幾何邊。反過來說，三維多面體的骨架圖可以透過斯坦尼茨定理表達成3頂點連通的平面圖。

## 其他用法
在高維凸多胞形理論中，維度為d的d維凸多胞形中，其(d-1)維的元素稱為維面、(d-2)維的元素稱為維脊或維邊或維稜、(d-3)維的元素稱為維峰。 因此，多邊形的邊同時也是其維面、三維凸多面體的邊同時也是其維脊、四維凸多胞體的邊同時也是其維峰。

## 外部連結
- 埃里克·韦斯坦因. . MathWorld.
- 埃里克·韦斯坦因. . MathWorld.
- Olshevsky, George, Edge at Glossary for Hyperspace.